# Де Крус, Франко
Франко Луис де Крус (исп. Franco Luis De Cruz, 22 ноября 1946) — малайзийский хоккеист (хоккей на траве), нападающий.

## Биография
Франко де Крус родился 22 ноября 1946 года.
Играл в хоккей на траве за полицию Негери-Сембилана.
В 1972 году вошёл в состав сборной Малайзии по хоккею на траве на Олимпийских играх в Мюнхене, занявшей 8-е место. Играл на позиции нападающего, провёл 8 матчей, забил 1 мяч в ворота сборной Бельгии.